# Age of Ice
Age of Ice è un film del 2014 diretto da Emile Edwin Smith.
Film catastrofico statunitense prodotto dalla The Asylum .

## Trama
Una serie di improvvisi terremoti squarciano la placca tettonica araba causando un drastico calo delle temperature in tutto il Medio Oriente. La glaciazione improvvisa che segue sconvolge la popolazione e una famiglia di turisti statunitensi, che cerca in tutti i modi di scampare al disastro. I Jones, questo il cognome dei protagonisti, fuggono dalla zona prima in treno e poi in aereo, mentre le piramidi di Giza e la Sfinge vengono ricoperte dai ghiacci.

## Distribuzione
Il film è stato distribuito il 9 dicembre 2014 negli Stati Uniti d'America.

## Accoglienza
Il film è stato accolto in modo molto negativo da parte del pubblico: esso, infatti, ha ricevuto un punteggio di 1,8 su IMDb e del 16% su Rotten Tomatoes.